# Verchnjaja Tura
Verchnjaja Tura (ryska: Ве́рхняя Тура) är en stad i Sverdlovsk oblast i Ryssland. Den ligger vid floden Tura 187 kilometer norr om Jekaterinburg. Folkmängden uppgår till cirka 9 000 invånare.

## Historia
Orten grundades 1737. Stadsrättigheter erhölls 1941.